# ACF-Brill TC-44
L'ACF-Brill TC-44 è un modello di filobus realizzato negli Stati Uniti nel dopoguerra tra il 1945 ed il 1948.

## Caratteristiche
È un filobus a due assi lungo 11 metri con guida a sinistra, due porte a libro, parabrezza inclinato ovoidale e diviso in due parti, prodotto dall'industria statunitense "ACF-Brill Motors Company", situata nella piana di Brill, a Philadelphia.

## Diffusione
Era un modello presente con molti esemplari in diverse città del Canada e degli Stati Uniti, ma successivamente cedute anche ad altre nazioni come il Brasile.

### Brasile
Dopo la chiusura della rete filoviaria di Denver avvenuta nel 1955, 75 vetture ACF-Brill TC-44 furono vendute tra il 1957 ed il 1958 alla Companhia Municipal de Transportes Coletivos (CMTC) di San Paolo del Brasile dove circolarono per altri 40 anni, ridipinte con livrea avana-bordeaux e classificate nella serie 3080-3154. Nel 1999 l'esemplare n. 3093 fu preservato come filobus storico, accuratamente restaurato e reimmesso in servizio.